# Isodon
Isodon, rod biljaka iz porodice usnatica, smješten u vlastiti podtribus Isodoninae, dio tribusa Ocimeae. Postoji 105 priznatih vrsta rasprostranjenih po Aziji i Africi.

## Vrste
1. Isodon adenanthus (Diels) Kudô
2. Isodon adenolomus (Hand.-Mazz.) H.Hara
3. Isodon albopilosus (C.Y.Wu & H.W.Li) H.Hara
4. Isodon amethystoides (Benth.) H.Hara
5. Isodon angustifolius (Dunn) Kudô
6. Isodon × arakii Murata
7. Isodon assamicus (Mukerjee) H.Hara
8. Isodon atroruber R.A.Clement
9. Isodon aurantiacus Y.P.Chen & C.L.Xiang
10. Isodon barbeyanus (H.Lév.) H.W.Li
11. Isodon brevicalcaratus (C.Y.Wu & H.W.Li) H.Hara
12. Isodon brevifolius (Hand.-Mazz.) H.W.Li
13. Isodon bulleyanus (Diels) Kudô
14. Isodon calcicola (Hand.-Mazz.) H.Hara
15. Isodon capillipes (Benth.) H.Hara
16. Isodon coetsa (Buch.-Ham. ex D.Don) Kudô
17. Isodon colaniae H.Hara ex Suddee & A.J.Paton
18. Isodon dawoensis (Hand.-Mazz.) H.Hara
19. Isodon delavayi C.L.Xiang & Y.P.Chen
20. Isodon dhankutanus Murata
21. Isodon effusus (Maxim.) H.Hara
22. Isodon enanderianus (Hand.-Mazz.) H.W.Li
23. Isodon eriocalyx (Dunn) Kudô
24. Isodon excisoides (Y.Z.Sun ex C.H.Hu) H.Hara
25. Isodon excisus (Maxim.) Kudô
26. Isodon flabelliformis (C.Y.Wu) H.Hara
27. Isodon flavidus (Hand.-Mazz.) H.Hara
28. Isodon flexicaulis (C.Y.Wu & H.W.Li) H.Hara
29. Isodon forrestii (Diels) Kudô
30. Isodon gesneroides (J.Sinclair) H.Hara
31. Isodon gibbosus (C.Y.Wu & H.W.Li) H.Hara
32. Isodon glutinosus (C.Y.Wu & H.W.Li) H.Hara
33. Isodon grandifolius (Hand.-Mazz.) H.Hara
34. Isodon grosseserratus (Dunn) Kudô
35. Isodon henryi (Hemsl.) Kudô
36. Isodon hirtellus (Hand.-Mazz.) H.Hara
37. Isodon hispidus (Benth.) Murata
38. Isodon × inamii Murata
39. Isodon inflexus (Thunb.) Kudô
40. Isodon interruptus (C.Y.Wu & H.W.Li) H.Hara
41. Isodon irroratus (Forrest ex Diels) Kudô
42. Isodon japonicus (Burm.f.) H.Hara
43. Isodon kurzii (Prain) H.Hara
44. Isodon latifolius (C.Y.Wu & H.W.Li) H.Hara
45. Isodon leucophyllus (Dunn) Kudô
46. Isodon liangshanicus (C.Y.Wu & H.W.Li) H.Hara
47. Isodon lihsienensis (C.Y.Wu & H.W.Li) H.Hara
48. Isodon longitubus (Miq.) Kudô
49. Isodon lophanthoides (Buch.-Ham. ex D.Don) H.Hara
50. Isodon loxothyrsus (Hand.-Mazz.) H.Hara
51. Isodon lungshengensis (C.Y.Wu & H.W.Li) H.Hara
52. Isodon macrocalyx (Dunn) Kudô
53. Isodon macrophyllus (Migo) H.Hara
54. Isodon medilungensis (C.Y.Wu & H.W.Li) H.Hara
55. Isodon meeboldii (W.W.Sm.) Suddee
56. Isodon megathyrsus (Diels) H.Hara
57. Isodon melissoides (Benth.) H.Hara
58. Isodon mucronatus (C.Y.Wu & H.W.Li) H.Hara
59. Isodon muliensis (W.W.Sm.) Kudô
60. Isodon myriocladus C.Chen
61. Isodon namikawanus Murata
62. Isodon nervosus (Hemsl.) Kudô
63. Isodon nigrescens (Benth.) H.Hara
64. Isodon nilgherricus (Benth.) H.Hara
65. Isodon × ohwii Okuyama
66. Isodon oreophilus (Diels) A.J.Paton & Ryding
67. Isodon oresbius (W.W.Sm.) Kudô
68. Isodon pantadenius (Hand.-Mazz.) H.W.Li
69. Isodon parvifolius (Batalin) H.Hara
70. Isodon pharicus (Prain) Murata
71. Isodon phulchokiensis (Murata) H.Hara
72. Isodon phyllopodus (Diels) Kudô
73. Isodon phyllostachys (Diels) Kudô
74. Isodon pleiophyllus (Diels) Kudô
75. Isodon purpurescens Sunil, Naveen Kum. & Ratheesh
76. Isodon racemosus (Hemsl.) Murata
77. Isodon ramosissimus (Hook.f.) Codd
78. Isodon repens (Wall. ex Benth.) Murata
79. Isodon rivularis (Wight ex Hook.f.) H.Hara
80. Isodon rosthornii (Diels) Kudô
81. Isodon rubescens (Hemsl.) H.Hara
82. Isodon rugosiformis (Hand.-Mazz.) H.Hara
83. Isodon rugosus (Wall. ex Benth.) Codd
84. Isodon schimperi (Vatke) J.K.Morton
85. Isodon scoparius (C.Y.Wu & H.W.Li) H.Hara
86. Isodon scrophularioides (Wall. ex Benth.) Murata
87. Isodon sculponeatus (Vaniot) Kudô
88. Isodon secundiflorus (C.Y.Wu) H.Hara
89. Isodon serra (Maxim.) Kudô
90. Isodon setschwanensis (Hand.-Mazz.) H.Hara
91. Isodon shikokianus (Makino) H.Hara
92. Isodon silvaticus (C.Y.Wu & H.W.Li) H.W.Li
93. Isodon smithianus (Hand.-Mazz.) H.Hara
94. Isodon × suzukii Okuyama
95. Isodon tenuifolius (W.W.Sm.) Kudô
96. Isodon ternifolius (D.Don) Kudô
97. Isodon teysmannii (Miq.) H.W.Li
98. Isodon × togashii Okuyama
99. Isodon trichocarpus (Maxim.) Kudô
100. Isodon umbrosus (Maxim.) H.Hara
101. Isodon villosus Y.P.Chen & H.Peng
102. Isodon walkeri (Arn.) H.Hara
103. Isodon wardii (C.Marquand & Airy Shaw) H.Hara
104. Isodon websteri (Hemsl.) Kudô
105. Isodon weisiensis (C.Y.Wu) H.Hara
106. Isodon wightii (Benth.) H.Hara
107. Isodon wikstroemioides (Hand.-Mazz.) H.Hara
108. Isodon wui C.L.Xiang & E.D.Liu
109. Isodon xerophilus (C.Y.Wu & H.W.Li) H.Hara
110. Isodon yuennanensis (Hand.-Mazz.) H.Hara